# ローレグ
ローレグとは、ハイレグの対義語で、脚刳りのカットが浅いボトムおよび下着のことである。また、絵や漫画の中にのみ存在する、極端に股上が浅いボトムのこととされる場合もある。

## 本来のローレグ

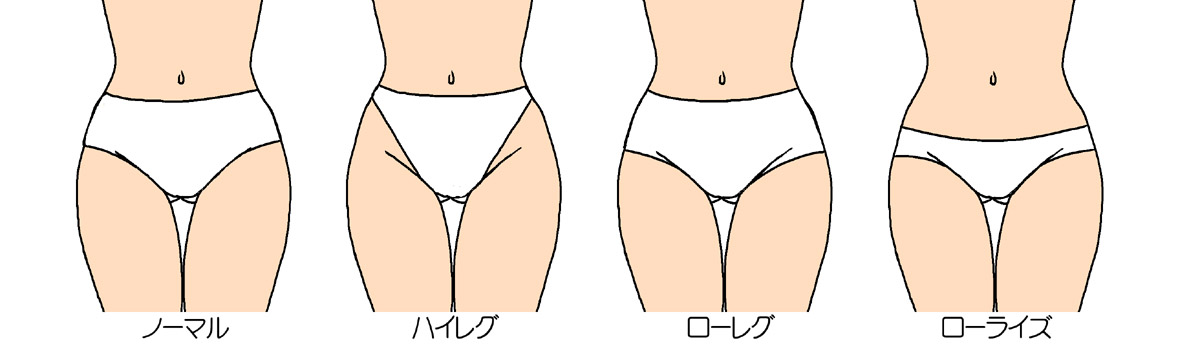
ショーツのデザインの種類。

ローレグとは、ローレッグカット（英語：Low leg cut）の略称で、主に女性用の下着や水着、レオタード、ブルマーのデザインの一種である。ローカットとも称される。脚刳り（あしぐり）のラインが浅く、太もも側に布地が多く取られているものを指す。肌の露出が抑えられるが、デザインによっては動きやすさや通気性が劣ることがある。
このような脚刳り（あしぐり）のラインによる分類としては、脚の付け根のラインとほぼ同一になっているものを「ノーマル（レギュラーカット）」とし、それよりも深く、脚の付け根部分が露出するものを「ハイレグ（ハイレッグカット）」、更に深くウエストラインの上まで切り込まれているものを「スーパーハイレグ」、ローレグよりもさらに浅く、一部丈程度の形状になるものを「ボーイレッグ」と称している。
また、脚刳り側でなく股上を浅くしたデザインには、ローライズ（ヒップハンガー）、ビキニなどがある。

## アニメ・漫画作品においてのローレグ

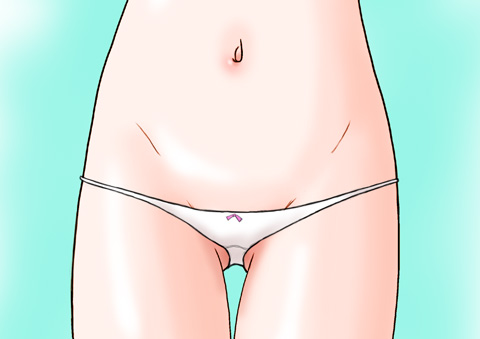
フィクション作品のローレグ

イラストレーターの島田フミカネが提唱したとされる。下着など股の角度をハイレグとは正反対に浅い角度にした物をローレグ（ローは英語の low・低い の意）と呼ぶが、それを更に二次元の絵的に可愛さをアピールする為に、股上さえも極限まで浅くした物をこと「ローレグ」と称するようになった。
つまり、ただ単に「股上を浅くした」のではなく、股の浅い角度が先にあり、それから無駄な布面積である股上部分を削除したと言うのが正しい解釈である。
同時期に、島田フミカネがローカットなワンピース水着の乳首下〜恥骨付近までの「この間生地禁止」と描いていた事もある事から、上記の事が証明されている。
その股上は陰毛が生えていれば丸見えになってしまうほど浅く、しばしば性器さえも見えるか見えないかというギリギリの状態であり、「穿いているほうが恥ずかしい」エロチックな要素を持った衣装の一つとしてフィクションの表現となる。
ただし、このような衣服の形態を指す服飾用語は正しくは「ローライズ」であり、「ローレグ」と呼ぶことは誤用であるが、二次元に関して言えば、実際描かれている絵や漫画、同人誌などでは、それらほとんど全てがローライズと呼ぶには無理があるほど股下が低く小さくなったものの割合が多いため、あえて区別させるためにこの呼び方が使われている側面がある。 